# Церква Пресвятої Євхаристії (Рожанівка)
Церква Пресвятої Євхаристії в Рожанівці — парафія і храм греко-католицької громади Товстенського деканату Бучацької єпархії Української греко-католицької церкви в селі Рожанівка Чортківського району Тернопільської области.

## Історія церкви
Парафія в селі Рожанівка була створена у 1997 році. На початку червня того ж року о. Йосип Смішко освятив наріжний камінь під будівництво храму.
Жителі села розпочали будівництво у березні 1998 року за проєктом Миколи Кота і Володимира Пекарського. Роботи завершилися у 2005 році.
Іконостас виготовили майстри з Чорткова Вадим і Леонід Стуги, а художній розпис виконав Степан Корчинський із села Антонів.
25 червня 2005 року храм освятив владика Бучацької єпархії Іриней Білик.
При парафії діє Марійська дружина та хор під керівництвом Михайла Попіля.

## Парохи
- о. Петро Стефанишин.